# Degu (gnagare)
Degu (Octodon degus) är en gnagare i familjen buskråttor. Bland sällskapsdjur är den närmast släkt med marsvin och chinchilla. Den kommer ursprungligen från Chile, där den anses vara ett skadedjur då den plundrar böndernas skörd. Degun började importeras till Europa under 1950-talet, främst för laboratorietester då de relativt lätt får diabetes.

## Utseende
Degun väger i naturen 170–300 gram och blir cirka 15 cm lång (huvud och bål), plus en 7,5–13 cm lång svans. Individer som hålls som sällskapsdjur är ofta något mindre med en kroppslängd (huvud och bål) på 10–13 cm. Arten är i vilt tillstånd agoutifärgad. Bland tama deguer förekommer även andra färgvarianter som sandfärgad, svart eller vittecknad. Degun har päls över hela kroppen med en mer eller mindre tydlig tofs på svanstippen. Pälsen hos agoutifärgade deguer består av gulbruna hår med svarta spetsar, med en något ljusare färgton på buksidan samt kring ögon och öron. Vissa individer har dessutom ett ljust band på halsens ovansida. Fram- och baktassarna har fyra fullt utvecklade fingrar respektive tår samt en rudimentär finger/tå. Det småväxta fingret bär en nagel och alla andra fingrar och tår har klor. Tandformeln är I 1/1 C 0/0 P 1/1 M 3/3, alltså 20 tänder.

## Systematik
Degun är en av fyra arter i släktet Octodon som tillsammans med tio andra sydamerikanska arter utgör familjen buskråttor. Fram till 1940-talet listades även klippråttan (Petromus typicus) som förekommer i Afrika till samma familj. Enligt nyare studier är de bara på långt håll släkt med varandra.

## Utbredning och biotop
Degun är endemisk för Chile. Utbredningsområdet sträcker sig från södra delen av Region de Atacama över regionerna Coquimbo, Valparaíso, Santiago och O’Higgins till norra delen av Region del Maule, alltså mellan 28 och 35 grader sydlig bredd. Den lever på Andernas västra sluttningar upp till 1 200 meter över havet. Habitatet utgörs av torr buskvegetation i medelhavsklimat.

## Ekologi
I det vilda är degun huvudsakligen aktiv tidigt på morgonen och sent på kvällen. Den går inte i vinterdvala. De lever i grupper och vistas tidvis i underjordiska tunnelsystem. En grupp bildas oftast av en eller två hannar och två till fem honor som vanligen tillhör samma familj. Varje grupp har ett eget gångsystem som oftast har raffinerade förgreningar. Ibland delar degun boet med chinchillaråttan Abrocoma bennettii. Födan hittar de alltid utanför bon. Deguer skapar stigar och har bra förmåga att klättra i buskar. Gruppens revir omfattar omkring 200 kvadratmeter och territoriets gränser samt bons ingångar markeras med stenhögar och avföring.
Degun har flera olika läten för att kommunicera. Djurets naturliga fiender utgörs av magellanräv, tornuggla, jorduggla och svartbröstad vråkörn (Geranoaetus melanoleucus).

### Föda
I det vilda äter deguer bark och löv från träd och buskar, rötter och olika växter. Växter som degun föredrar är en sorts nattjasmin (Cestrum palqui), en art sensitivor (Mimosa cavenia), en art akacior (Acacia caven) samt skatnäva (Erodium cicutarium). För att komma åt födan går arten på marken, gräver i jorden eller klättrar på trädens eller buskarnas lägre delar. Degun är även en viktig spridare av honungspalmen (Jubaea chilensis). Degun samlar de söta och näringsrika frukterna från palmen i sitt matförråd i tunnelsystemen där vissa av frukterna sedan börjar gro.

### Fortplantning
Degun parar sig vanligen en gång per år men under år med mycket nederbörd kan två parningar förekomma. Parningstiden ligger mellan september och oktober, alltså under våren på södra halvklotet. Under dessa tider blir hannar mer aggressiva och den svagare hannen jags bort från boet. Parningsleken består av pälsvård och en ritual där hannen viftar med svansen och sedan skakar med hela kroppen. Om en hona visar sig parningsberedd lämnar hannen urin på honans kropp. Det förekommer ibland att även honor urinerar på hannens kropp.
Efter dräktigheten som varar i cirka 90 dagar föds i genomsnitt 4 till 6 ungar. Dessa är borymmare som föds med päls och öppna ögon. I vissa fall dias ungdjuren inte bara av modern utan även av andra honor i boet. Efter ungefär två veckor börjar ungdjuren äta fast föda av gräs eller andra växtämnen som de vuxna djuren tar med till boet. Efter 4 till 6 veckor slutar honan att ge di. Det finns olika uppgifter om hur snabbt de når könsmognad. Några källor skriver 12 och andra 26 veckor. Fram till nästa parningstid, då ungdjuren är cirka nio månader gamla, lever de ofta i samkönade grupper.

## Som husdjur

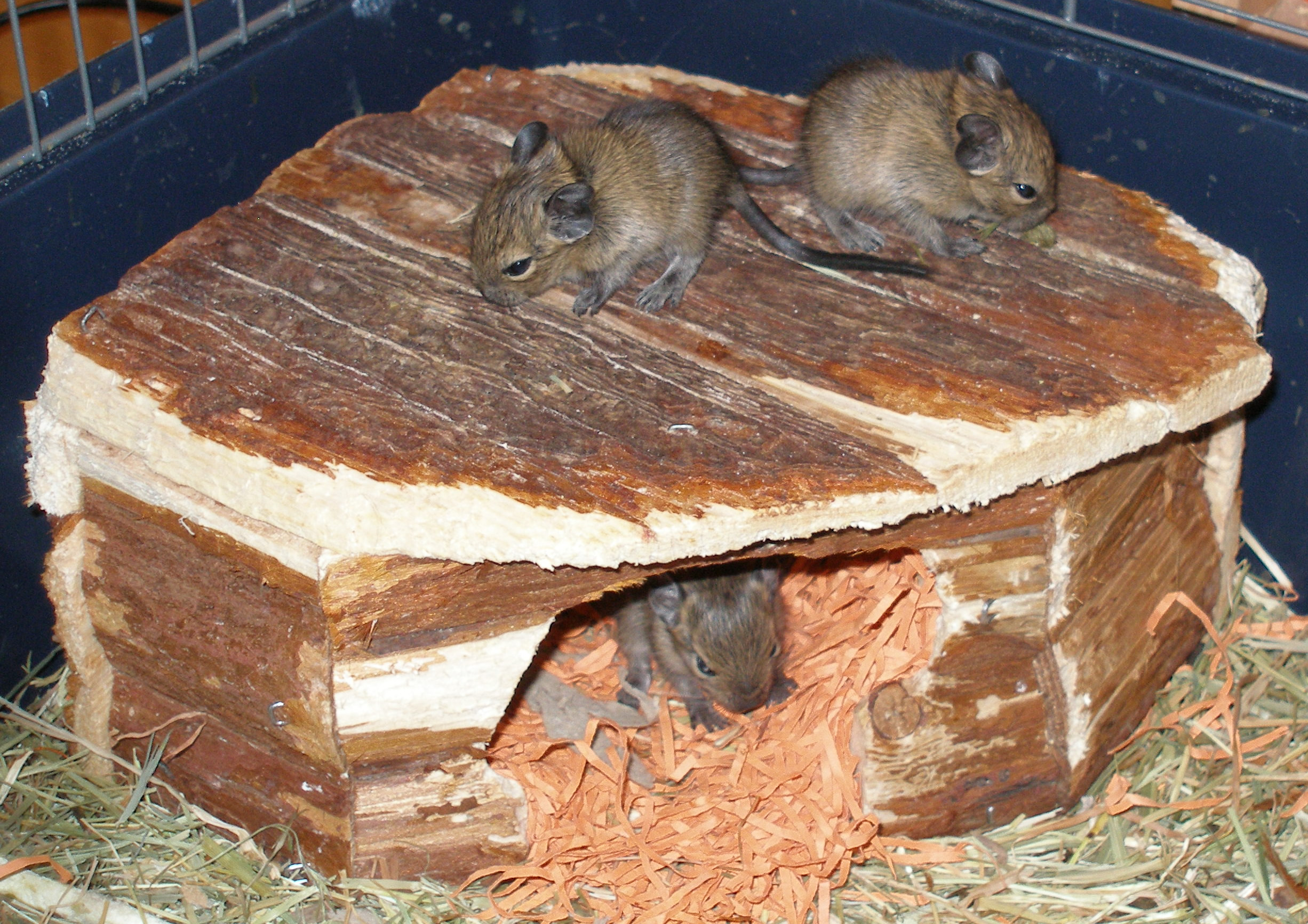
Tre ungdjur i fångenskap, åtta dagar gamla.

Degun som sällskapsdjur är känd för att den med en alltför söt eller fet diet lätt drabbas av diabetes. Deguer i fångenskap ges fri tillgång till hö som basföda. Det finns även specialanpassat kraftfoder för deguer på marknaden med lågt innehåll av socker och fett. Grönsaker kan utgöra ett bra tillskott, men rotfrukter med högt sockerinnehåll (exempelvis morot) samt grönsaker som kan orsaka gasbesvär (exempelvis kål) bör ges med måtta. Dieten bör inte innehålla frukt i färsk eller torkad form, då detta är för sött. Vid enstaka tillfällen kan degun ges några frön eller en nöt som "godis". Grenar att gnaga på är ett måste, då deguns tänder växer kontinuerligt och måste slipas ned på något sätt. Vissa trädsorter kan dock vara giftiga för degun, exempelvis päron, där grenarna innehåller garvsyra samt körsbär och plommon, vars grenar avger cyanid vid intag. I likhet med chinchillor behöver deguer i fångenskap tillgång till sandbad med finkornig sand för pälsvård. I fångenskap blir degun cirka 6-10 år gammal, men det har förekommit att enskilda individer blivit upp till 15 år.